# Aixam
Aixam è una casa automobilistica francese fondata il 12 gennaio 1983 e specializzata nella produzione di quadricili leggeri.

## Storia

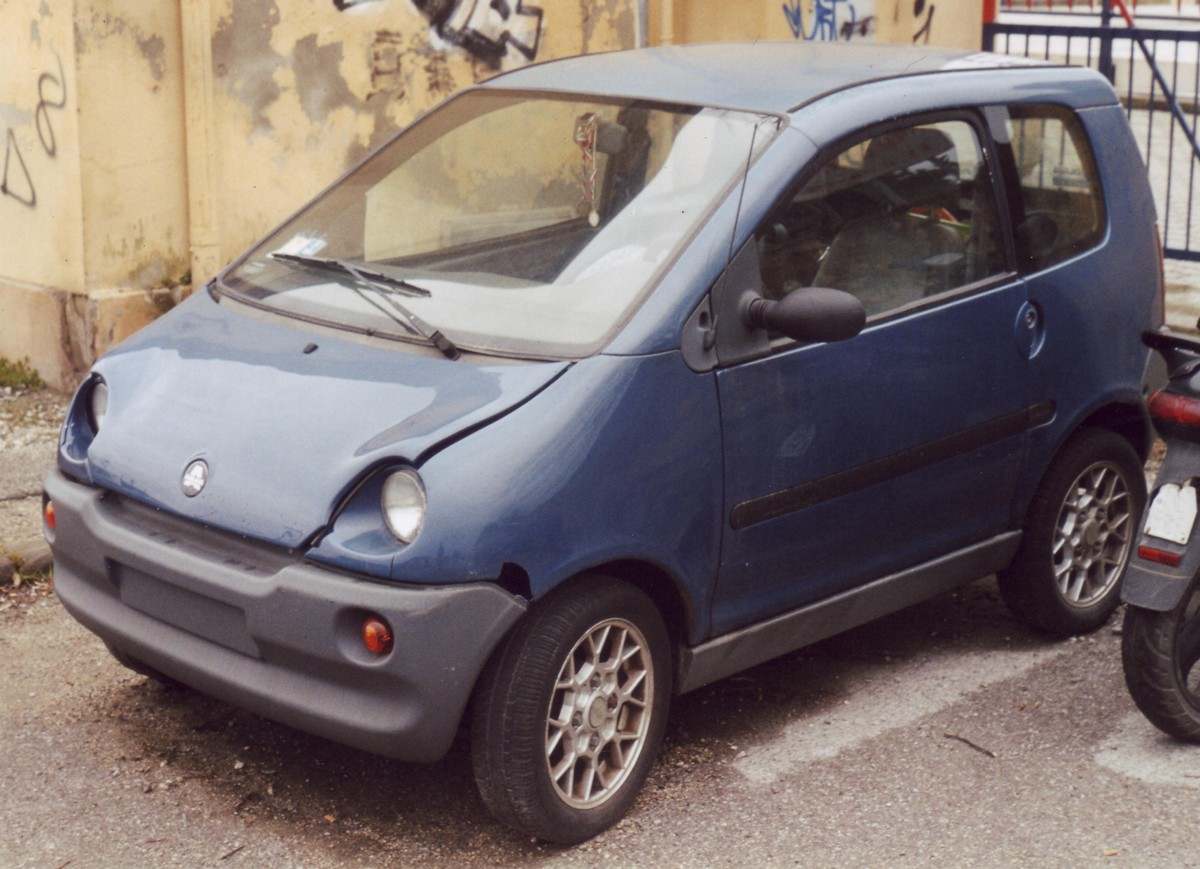
Aixam 400

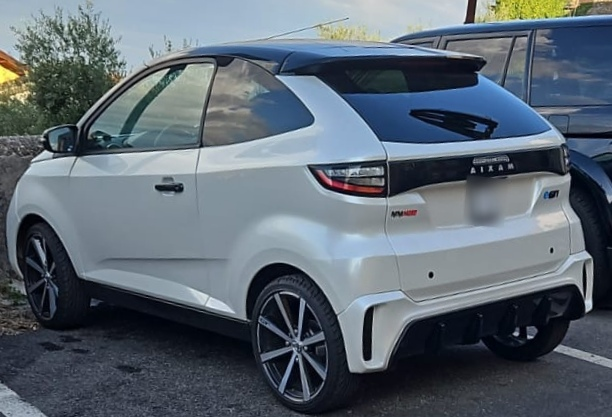
Microcar Aixam eCoupé GTI a motore elettrico, un modello del 2024

Il precursore della Aixam è stata la "Arola", azienda fondata nel 1975 che produceva tricicli e quadricicli guidabili senza patente. A causa delle difficoltà finanziarie un gruppo di investitori acquistò nel gennaio del 1983 la Arola e venne fondata la attuale Aixam, contrazione di Aix-les-Bains e Automobile, tuttora ha ancora sede a Aix-les-Bains e stabilimento a Chanas. 
La casa automobilistica è rinomata per la produzione di microcar, quadricicli leggeri guidabili in Italia a partire dai 14 anni con la semplice patente AM, la stessa che autorizza la guida dei ciclomotori.
Nel 1992 viene fondato il marchio Mega, inizialmente destinato a vendere autoveicoli di dimensioni normali destinati ad uso ricreativo e sportivo; i modelli a marchio Mega furono una Spiaggina su base Citroën AX e una sportiva mai entrata in produzione.  Nel 2002 il marchio Mega è stato utilizzato per commercializzazione di quadricili per uso commerciale ad alimentazione diesel ed elettrica.
Nell’aprile 2013 la Aixam viene acquisita dal gruppo americano Polaris Industries.
Nel settembre 2024 viene inaugurata la nuova fabbrica di Andancette, la terza del gruppo, frutto di un investimento di 30 milioni di euro.

## I modelli

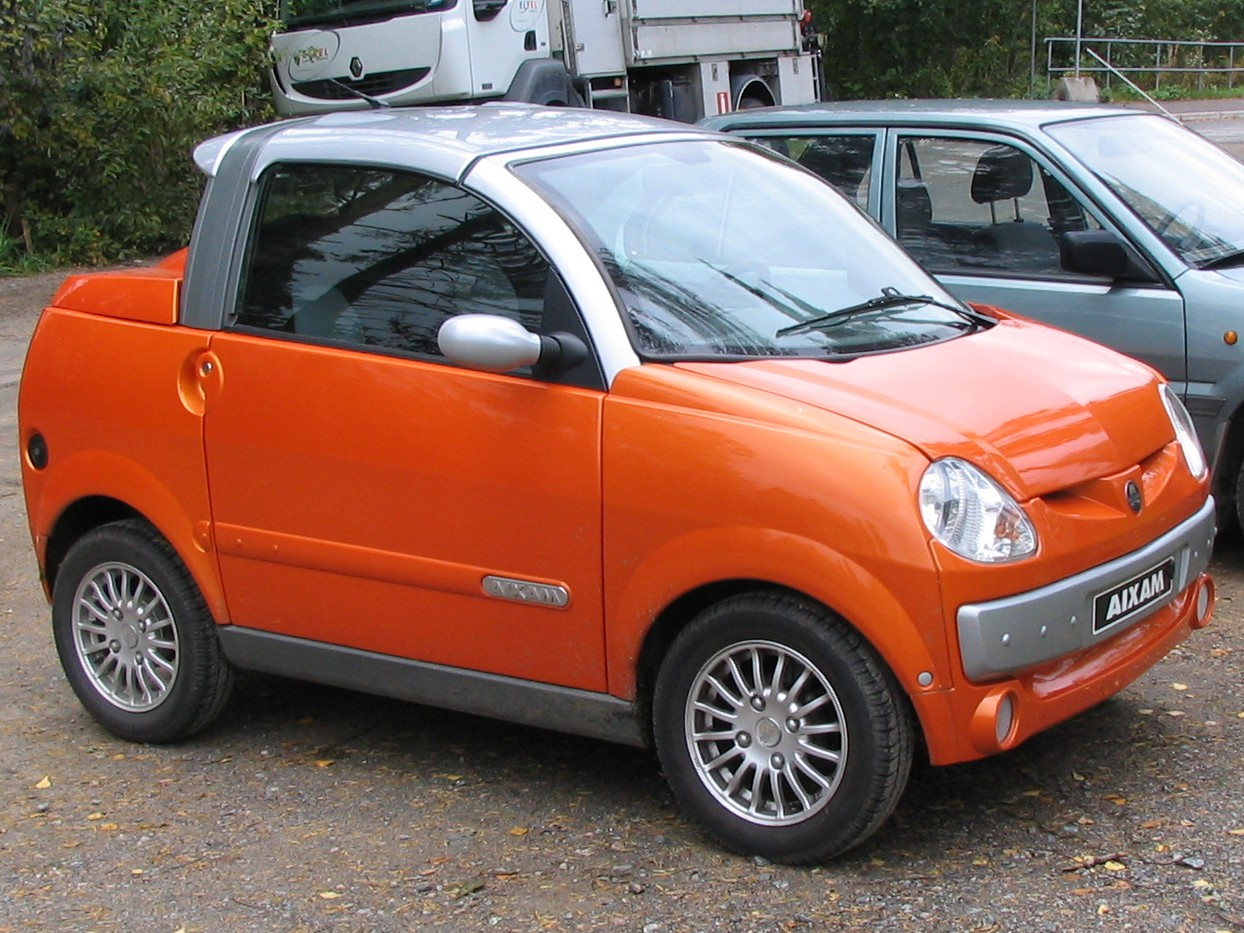
Un Aixam Scouty R

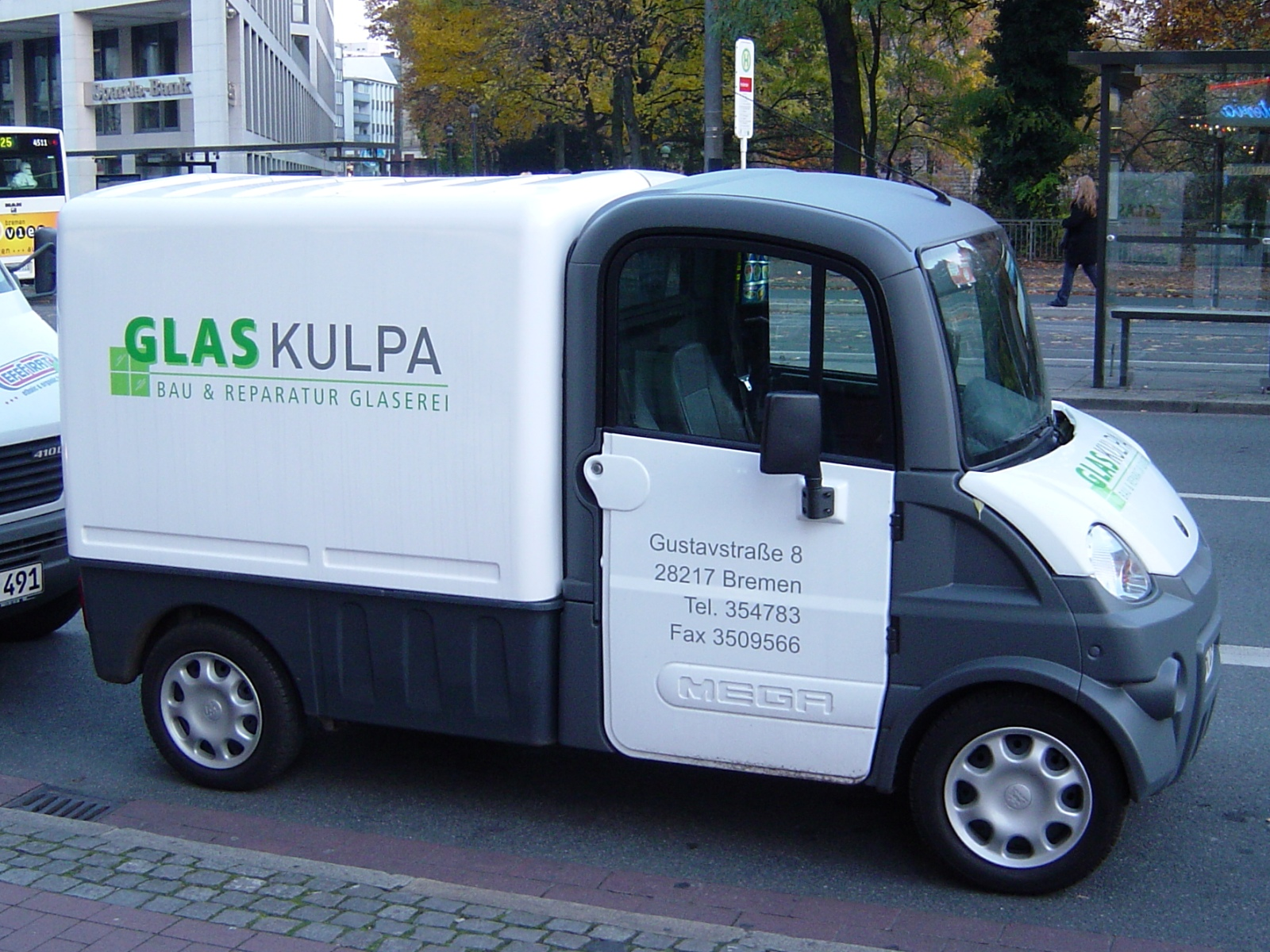
Mega MultiTruck

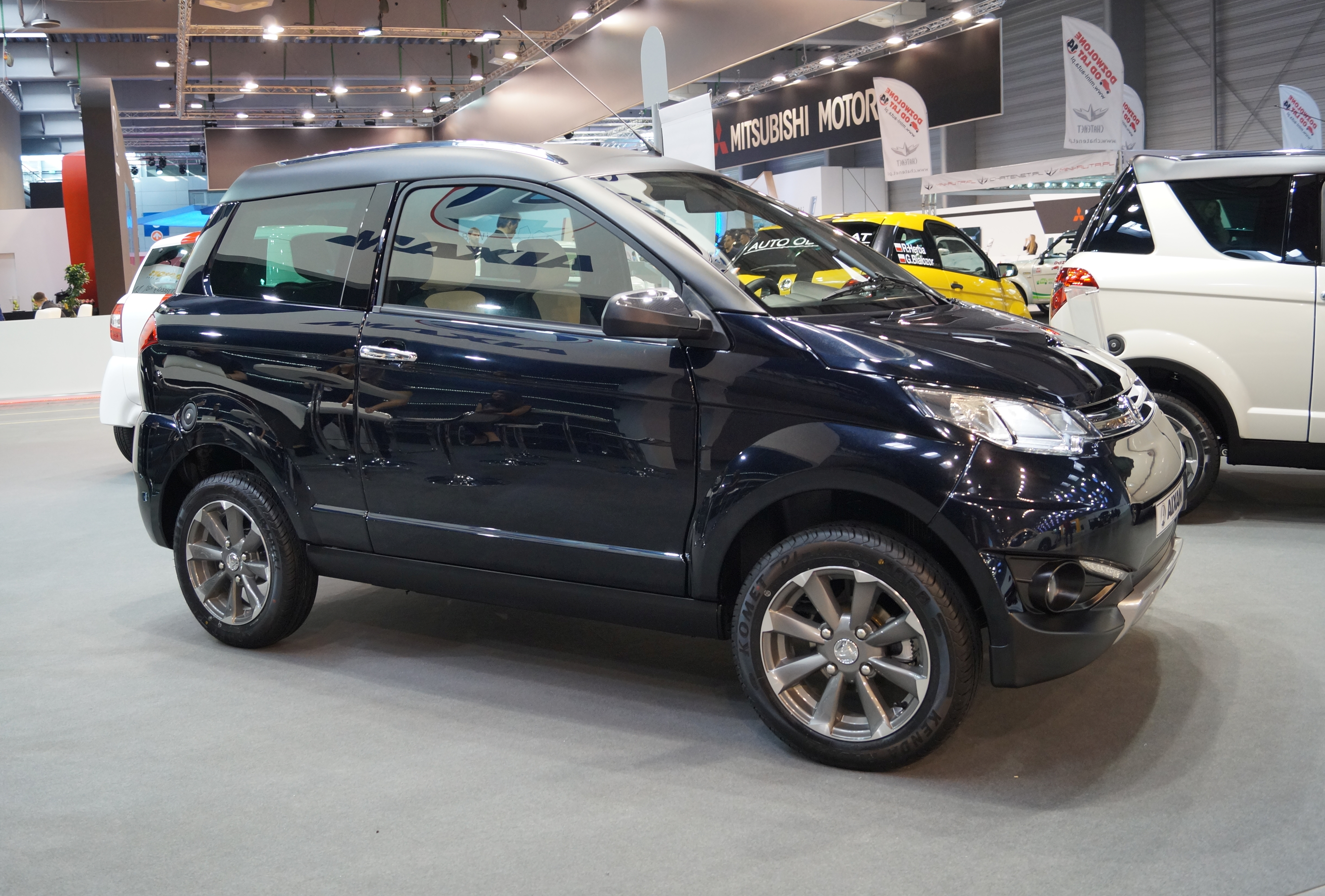
Aixam Crossover GTR

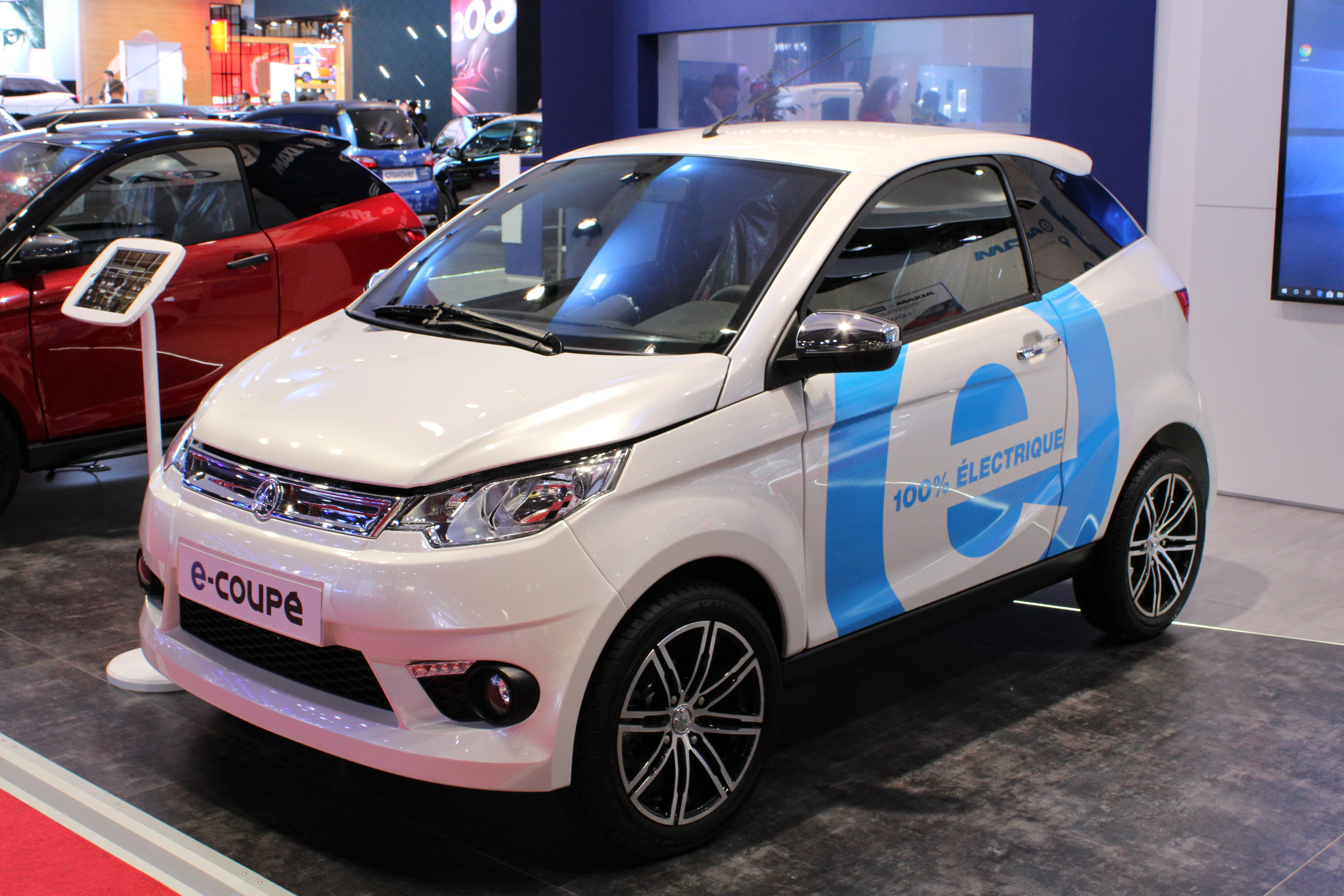
Aixam e-Coupe

I modelli in vendita sino al 2007 erano quattro: A.721, A.741, A.751 (quest'ultima A.751 è guidabile però solo a partire da 16 anni, in quanto di maggiore cilindrata equivalente ai 125cc.) e Scouty. Quest'ultima a differenza delle altre ha il tetto asportabile e diventa una vettura cabrio.
Tutti i modelli montano il motore della giapponese Kubota.
I motori minori hanno una cilindrata di 400 cm³ con una potenza di 5,4 CV o 4 kW (il massimo consentito dalla legge ai quattordicenni), tutti a gasolio.
Nel modello A.721 a trazione anteriore, la leva del cambio ha solo tre posizioni, primo rapporto anteriore, folle e retromarcia.
La carrozzeria è realizzata in ABS e montata su una struttura di alluminio.
La vettura è lunga 2 674 mm, larga 1 474 mm e ha un interasse di 1 737 mm; ha un peso a vuoto di 350 kg, il massimo consentito per i veicoli guidabili con patentino.
Ha un serbatoio da 16 L e consuma 3,5 L per 100 km. Le prestazioni sono limitate per legge a 45 km/h.
Questa versione è disponibile in 4 colori: rosso corallo, grigio chiaro, blu oceano e grigio scuro.
Disponibile nelle versioni Pack, Luxe e Super Luxe più o meno equipaggiate a prezzi di listino tra i 9.000 e gli 11 000 € circa.
Nel modello A.741 invece ci sono degli accorgimenti, è lunga 2 897 mm, larga 1 474 mm e con un interasse di 1 960 mm, inoltre l'auto è completamente verniciata di un colore, a differenza della A.721 che ha i montanti del parabrezza sempre di colore grigio chiaro. I colori disponibili sono quindi: rosso corallo, blu oceano, grigio scuro e grigio chiaro.
Gli equipaggiamenti sono uguali variano solo i prezzi che partono poco oltre i 10 000 per superare i 12 000 €.
Il modello Scouty è la versione cabrio e ha una lunghezza di 2 674 mm, una larghezza di 1 474 mm e un interasse di 1 737 mm.
Disponibile in 3 colorazioni molto accese: blu oceano e grigio chiaro, grigio scuro e grigio chiaro e arancione e grigio chiaro.
Nel 2008, in occasione del 25º anniversario dell'azienda, la gamma dei modelli è stata rimodernata e rinominata, sono in catalogo i modelli:
- City
- Roadline
- Crossline
- Scouty R

Nel 2010 la gamma dei modelli è stata rimodernata nuovamente, con l'introduzione di due nuovi modelli e un leggero restyling. I modelli in commercio erano i seguenti:
- Crossover
- GTO
- City Impulsion
- City S
- Crossline

Nel 2013 è stato presentato il nuovo design delle vetture denominato "Vision". La gamma è ora composta da:
- City - in allestimento Pack, S e Premium; disponibili sia con motore diesel che elettriche
- Coupé - in allestimento S, Premium e GTI; disponibili sia con motore diesel che elettriche
- Crossover - disponibile con motore diesel 400cc, diesel 599cc (GT) e benzina 505cc (GTR)
- Crossline - in allestimento Pack e Luxe (questo modello non ha beneficiato del restyling)

### Precedenti veicoli
- Aixam MAC
- Aixam Berlines
- Aixam Minivan
- Aixam Pick-up
- Aixam Microcar
- Mega Club/Ranch - basata sulla Citroën AX, è un'auto da spiaggia e veicolo fuoristrada
- Mega Concept
- Mega Monte Carlo, derivata dalla Montecarlo GTB Centenaire
- Mega Track (macchina sportiva) - 1992
- Aixam 300, 400, 500 hanno unicamente un motore da 50 cc

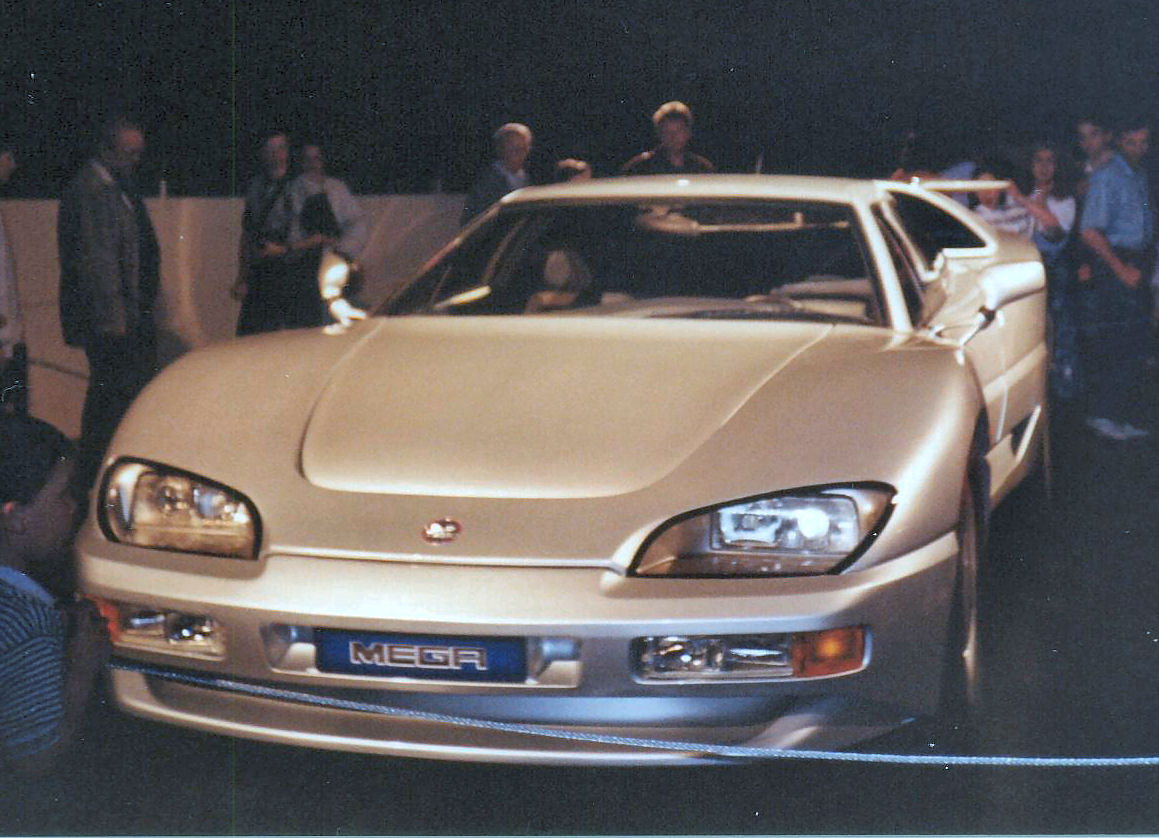
Mega Track (1993)
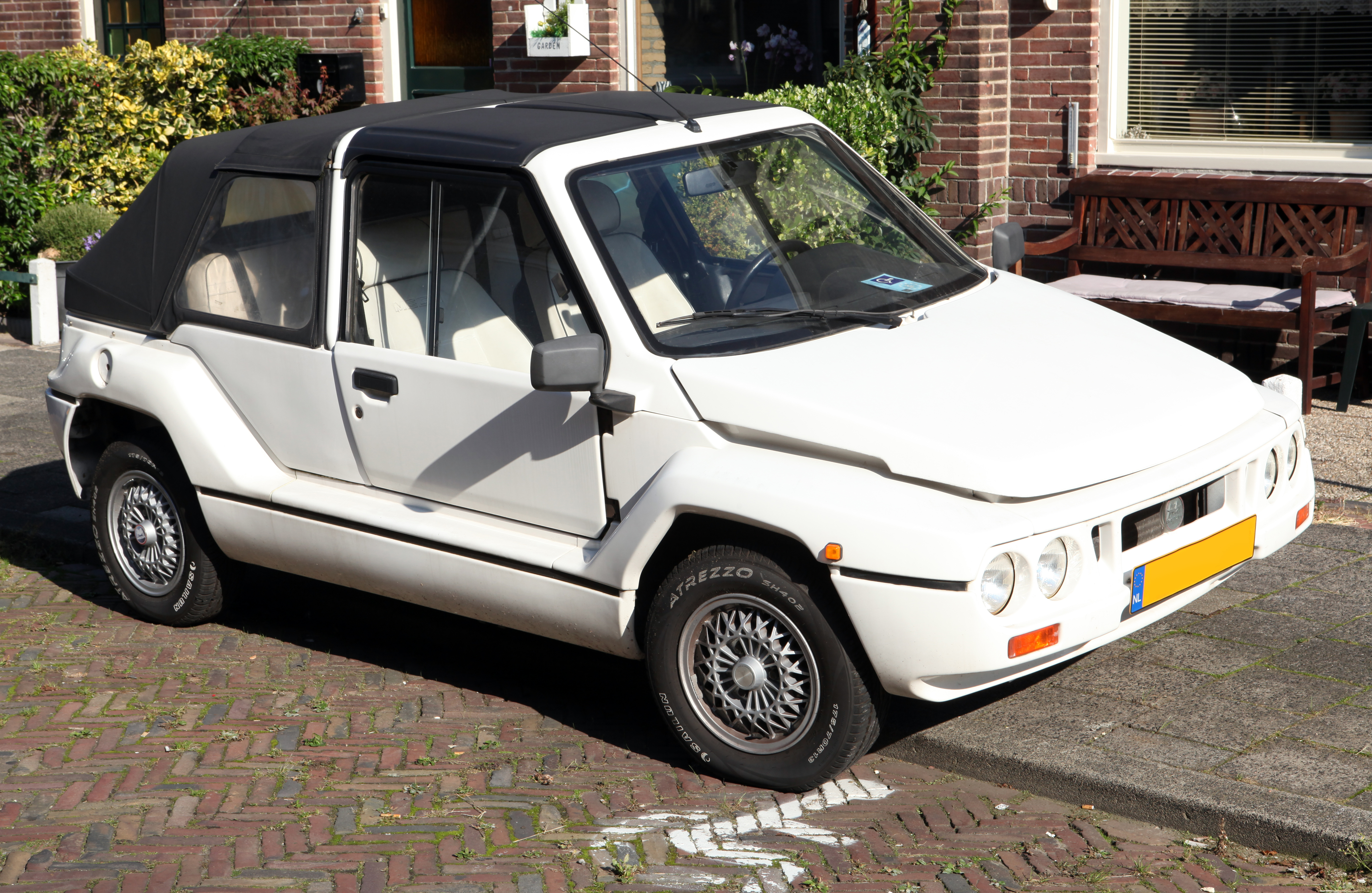
Mega Club cabriolet
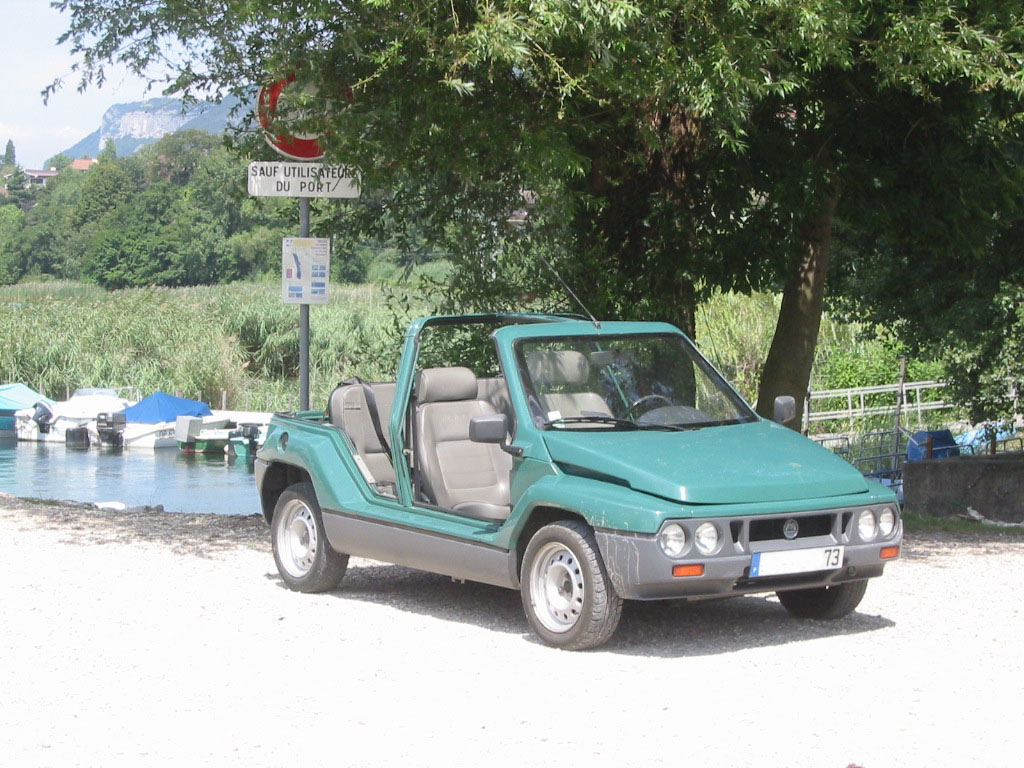
Mega Ranch cabriolet